# 제갈량의 북벌
제갈량의 북벌(諸葛亮 - 北伐)은 227년부터 234년까지 촉한(蜀漢)의 승상인 제갈량이 조위를 상대로 추진한 5번의 군사 활동이다. 촉한은 후한(後漢)을 계승한 왕조이기에 후한을 찬탈(篡奪)한 위(魏)를 벌해야 한다는 유비의 사명을 계승한다는 명분으로 시행되었다.
실질적으로는 유비 때부터의 대전략인 융중대가 형주 공방전과 이릉 대전의 결과 폐기됨에 따라 북쪽의 옹주와 량주(서량)을 정복하는 옹양주 겸병을 목표로 삼은 것이었다. 결과적으로는 옹양주 겸병은 실패로 돌아가고 제갈량은 오장원에서 병사한다.

## 배경
기원후 227년 당시 중국 대륙은 위나라, 촉나라, 오나라로 분열되어 있었다. 대륙의 서남쪽에 위치한 촉나라가 북쪽, 즉 위나라를 공격하고자 하는 계획은 20년 전인 기원후 207년까지 올라간다. 당시 27세의 제갈량은 유비에게 대전략 융중대를 제시했다. 여기서 제갈량은 위나라의 부수도 격 위치인 장안과 낙양을 각각 익주(쓰촨 분지)를 통해 서쪽에서, 형주를 통해 동쪽에서 동시에 압박하는 복안을 내놓았다.
유비가 215년 익주를 차지하고 난 뒤(유비의 입촉), 융중대의 기본 전제조건은 모두 준비 완료되었다. 그러나 형주를 둘러싼 손권과의 분쟁이 일어났고, 유비군의 형주 방면 사령관이던 관우가 북쪽을 공격(번성 전투)하는 사이 손권이 유비를 배신, 유비 세력은 219년 형주를 상실한다(형주 공방전). 유비는 형주를 되찾기 위해 손권을 공격했다가 대패하고 죽고(이릉 대전), 제갈량은 223년 손권과의 외교를 회복했으나 기존의 융중대는 폐기가 불가피해졌다.
227년 유명한 《출사표》에서 제갈량은 유비의 아들이자 후계자인 유선에게 촉의 수도 성도에서 나서는 이유를 논증했다. “마땅히 삼군을 거느리고 북으로 나아가 중원을 평정시켜야 할 것이옵니다. 늙고 아둔하나마 있는 힘을 다해 간사하고 흉악한 무리를 제거하고 대한 황실을 다시 일으켜 옛 황도로 돌아가는 것만이 바로 선황제께 보답하고 폐하께 충성드리는 신의 직분이옵니다.”

## 지정학
제갈량 북별 계획들은 익주 북부의 중심지인 한중에서 출발한다. 3세기 당시 한중은 원시림에 둘러싸인 상대적으로 한적한 지역이었다. 그러나 한중은 한강 유역의 비옥한 평야가 북쪽의 진령산맥과 남쪽의 대파산맥으로 둘러싸인 군사적 요충지로서, 남쪽으로는 풍요로운 쓰촨 분지의 평야에 닿았고, 북쪽으로는 위수를 넘어 북서쪽의 서량(오늘날의 감숙성) 하서주랑 건조지대로 통할 수 있었다.
진령산맥은 장안과 한중 사이의 막강한 자연장벽으로 존재하는데, 산맥 자체가 여러 개의 평행한 산줄기가 겹쳐 있는 데다가 온갖 계곡이 가지쳐서 미로처럼 얽혀 있었다. 지진으로 인한 구조 파괴로 지형학적으로는 매우 어지럽고 복잡했다. 남쪽에서 북쪽으로 나갈 수 있는 길은 소위 잔도라고 불리는 매우 적은 험준한 길들 뿐이었다. 제갈량의 북벌에서 주요 전투들과 거점 탈환전은 이 잔도들을 주위로 벌어진다. 동쪽에서 서쪽 순서로 길들을 나열하면 다음과 같다.

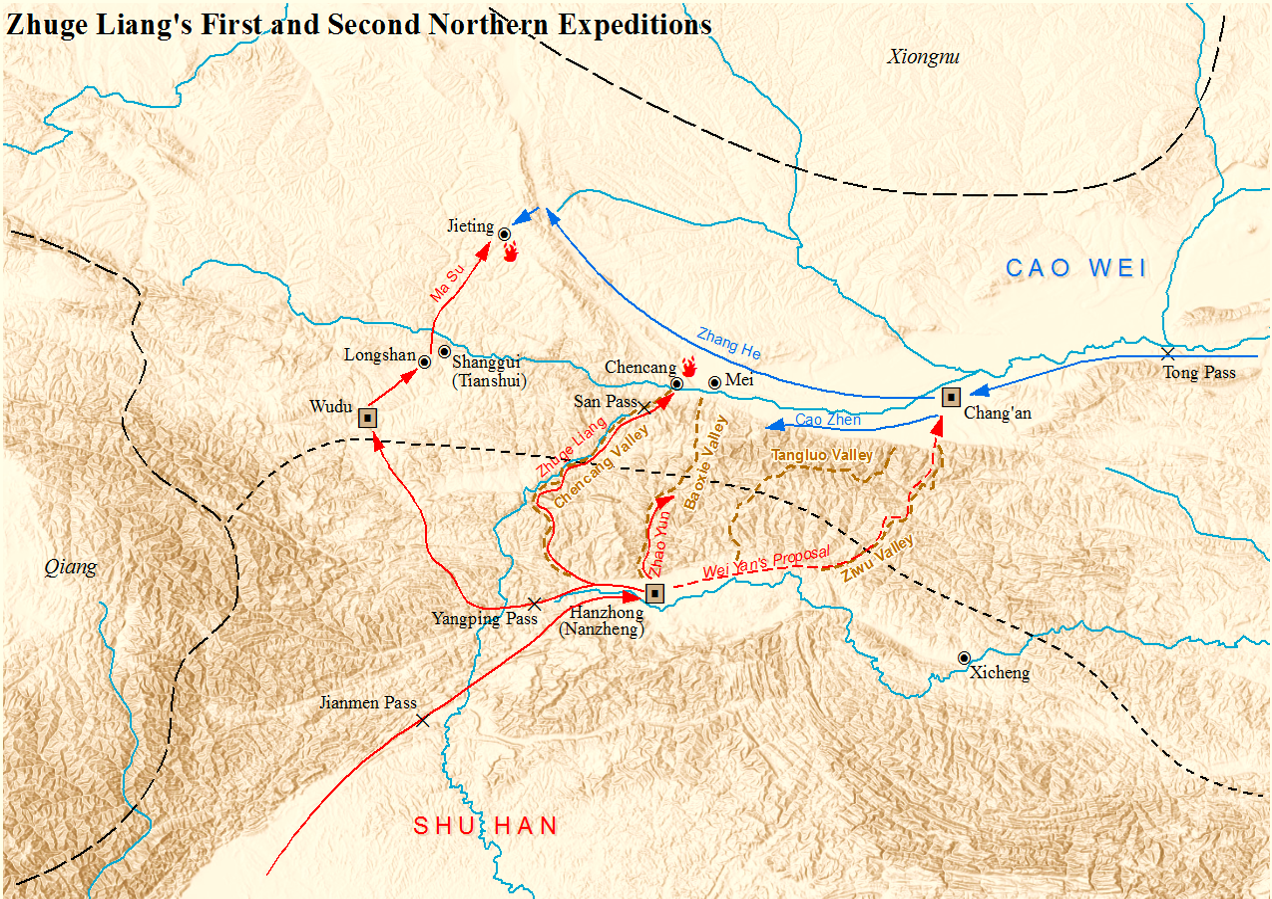

- 자오도(子午道): 한중에서 출발해 장안에 도착한다. 북쪽 입구를 자곡, 남쪽 입구를 오곡이라 하여 통틀어 자오곡이라고 한다. 가장 동쪽에 있는 길이며, 자곡이 장안성 코앞에 있다. 그러나 길이가 660리로 긴데다 좁고 험준하기까지 하여 잘 사용되지는 않았다.
- 당낙도(儻駱道): 한중에서 출발해 자오도를 따라가다가 낙성에서 북쪽으로 갈라져 장성현으로 나온다. 길이는 420리. 낙곡도라고도 한다. 길이와 위치가 모두 애매해서 제갈량의 북벌 때는 사용되지 않았고, 나중에 위가 촉을 공격할 때 한번 사용된다(낙곡 대전).
- 야곡도(斜谷道): 한중에서 출발해 오장원에 도착한다. 오장원에서 위수를 건너면 미현이다. 길이는 470리. 초한상쟁 때 장량이 불태운 잔도인 포야도(褒斜道)와 같은 길이다.
- 기곡도(箕谷道): 한중에서 출발, 야곡도와 같은 방향으로 가다 중간에 동쪽으로 갈라진다. 기곡도 출구에서 위수를 건너면 진창이다. 기원전 3세기 진나라 때 개발된 오래된 길으로, 진창고도(陳倉故道)라고도 한다. 초한상쟁 때 한신이 장한을 잡았던 "암도진창"의 진창도가 바로 이 길. 길이는 야곡도와 얼추 비슷.
- 기산로(祁山路): 한중에서 출발해 한수를 따라 서쪽으로 가서 진령산맥의 서쪽 끝인 기산에 도착한다. 기산에서 북진하면 천수군이 지척이고, 천수에서 동쪽으로 향하면 진창이다. 길이 상대적으로 넓고 편하지만 길이도 가장 길다.

## 제1차 북벌
한중에서 제갈량은 여러 장교들과 회의를 열었다. 장군 위연은 자오도를 주장하며 자신에게 정예병 10,000 명만 주어지면 장안을 급습하고 제갈량의 본대가 도착할 때까지 버틸 수 있다고 했으나, 보다 신중한 접근을 선호한 제갈량은 위연의 제안을 기각했다. 228년 봄 조운이 이끄는 소수 병력이 야곡도를 통해 미현을 급습했는데, 이것은 양동이었고 실제는 기산로를 통해 위나라의 서쪽 끝인 천수와 안정을 공략하는 것이었다.
이에 위나라는 황제 조예가 몸소 장안성으로 가서 방어 태세를 갖추고, 대촉방면 사령관 조진이 미현에서 조운을 영격했으며, 장합에게 기보병 혼성부대 50,000 명을 딸려 제갈량의 본대를 상대하도록 서쪽으로 파견했다.
한편 남동쪽에서는 제갈량과 내응하려고 한 맹달이 사마의의 신속한 기동전술에 의해 허를 찔리고 진압당했다(신성의 난).
촉군은 선봉대를 보내 기산로 북단의 중요 보급거점인 가정을 선점하고, 본대가 올 때까지 장합군을 막아내기로 했는데, 촉군 선봉 마속은 산꼭대기에 진영을 설치하는 실수를 했다. 장합은 이것을 놓치지 않고 촉군을 포위해 말려 죽였고, 왕평이 이끄는 소수 병력을 제외한 촉군 선봉대는 궤멸된다. 기성의 위연이 가정을 구원하기 위해 북상했지만, 상규의 곽회가 몰래 뒤를 따라 가정의 교두보인 열류성을 점거했고, 위연의 후발대는 발이 묶였다. 계획이 엎어지자 촉군은 가정을 포기하고 남하했고, 그동안 미현에서 양동하던 조운도 퇴각했다. 제갈량은 패전 책임을 지고 스스로 승상직에서 물러나 우장군으로 3계급 강등하였고, 마속은 책임을 물어 목이 달아났다. 이때 천수 지역 호족 강유가 촉군에게 내응하기로 하고 난을 일으켰는데, 촉군이 패하자 고향으로 돌아가지 못하고 그대로 망명해 버렸다.

## 제2차 북벌
제1차 북벌이 실패하고 얼마 되지 않아서 오나라와 위나라가 석정 전투에서 한 판 붙었고, 동부전선 강화를 위해 위나라는 서부의 군사를 상대적으로 덜어내 동부로 이동시킨다. 촉은 이를 기회로 파악하였고, 228년 음력 12월 제갈량은 이번에는 속전속결을 위해 상대적으로 짧은 기곡도를 통해 진창을 공격한다. 진창은 위나라의 서쪽 국경인 서량과 대촉 사령관인 조진이 주둔하고 있는 미현 사이에 위치한 전략요충지였다.
당시 진창성에는 학소가 약 1,000명의 병사를 데리고 주둔 중이었는데, 촉군이 20,000 ~ 100,000 명이라는 압도적 군세로 밀어붙였음에도 학소는 항복하지 않고 방어에 성공한다. 촉군은 운제, 충차, 정란 등 온갖 공성병기를 동원했으나 운제는 불화살로 태우고 충차는 돌절구를 던져 부서뜨리는 등 학소의 위군은 끈질기게 막아냈다.
3주 뒤 장합이 지원군을 이끌고 도착하자 군량이 떨어진 제갈량은 한중으로 퇴각한다. 장합의 부장 중 한 명인 왕쌍이 퇴각하는 촉군을 쫓다가 매복에 걸려 죽었다.

## 제3차 북벌
229년 촉의 주요 사령관 중 한 명인 조운이 죽었다. 봄이 되자 촉군은 이번에는 무도와 음평을 공략하기로 하고, 진식을 파견한다. 상규에 주둔 중이던 곽회가 진식을 견제하려 했으나 제갈량이 무도 북부의 건위로 향한다는 소식을 듣자 퇴각한다. 곽회는 퇴각하면서도 천수에 방어선을 구축해 놓았고, 건위에 도착한 제갈량은 군사를 멈추고 상황을 살피면서 장기주둔하기로 한다. 그러나 위나라는 무도와 음평에 구원군을 보내지 않았고, 이 2개 군은 촉에 귀속된다.
무도와 음평을 획득한 것을 이유로 제갈량은 다시 2계급 상승해 승상직에 복귀했지만 그 전략적 가치는 크지 않았다. 위나라가 퇴각하면서 일대의 주민과 가축을 몽땅 데려가 버렸기 때문에 무도 음평에 주둔한 촉군은 인력과 식량의 부족에 시달렸고 제갈량은 다시 한중으로 돌아갔다.
229년 겨울부터 230년 봄에 걸쳐, 위나라의 설욕전이 시작되었다. 조진이 얼마 전에 죽은 조휴를 대신해 대사마로 승진했고, 조진이 맡고 있던 대장군직에는 사마의가 올라왔다. 위나라는 수세적 태세를 전환하여 공세에 나섰고, 조진이 야곡토를 통해, 장합이 자오도를 통해, 곽회가 기산로를 통해 한중을 공격했다. 형주 완성에 주둔중이던 사마의도 서진하면서 산을 넘었다. 촉나라도 이를 좌시하지 않고 한중 평야에 길이 200 킬로미터의 방어선을 구축하고 100,000여명의 병력을 배치했다
위나라는 230년 가을 400,000 여명의 병력을 몰고 쳐들어간다. 이에 위연과 오의가 위나라 영토의 비한족 이민족들을 선동, 포섭하기 위해 기보병 혼성부대를 이끌고 방어선을 넘어갔다. 그러나 심각한 호우가 30일 이상 계속되어 진령산맥의 좁은 계곡들 대부분이 건널 수 없는 상태가 되었고, 한달 하고 반 달동안 진격이 지지부진해지자 위나라는 공격을 포기하고 퇴각한다. 한편 방어선 너머로 갔던 위연이 복귀하다가 곽회와 마주쳤고, 장합의 지원군이 오기 전에 곽회를 쳐부수고 한중으로 개선했다.

## 제4차 북벌
제갈량은 231년 초 선비족과 강족에게 사신단을 보내 위나라 영토에서 준동할 것을 지시한다. 그해 여름 대사마 조진이 병사하고 표기대장군 사마의가 대사마직을 이어받는다. 앞서 곽회가 위연에게 깨져서 기산로에 돌파구가 생겼기에 제갈량은 기산로의 상규를 공략하고, 사마의는 대릉과 비요에게 4,000명 병력과 함께 상규를 지킬 것을 명령하고 자신은 본대를 이끌고 장안에서 출발, 기산을 향했다. 제갈량은 사마의가 도착하기 전에 상규를 제압하기 위하여 몸소 기산으로 향한다. 그리고 기신을 점령뒤, 사마의와 격전을 거둔뒤 대승을 거둬 중원 정벌이 눈앞에 있었으나 뜻밖에도 부하중 누군가가 배신하여 어이없는 헛소문으로 제갈량은 결국 성도로 돌아갔다.

## 제5차 북벌
제갈량은 사망전, 마지막으로 중원을 점령하겠다는 마음으로 5번째로 중원을 침략하였다. 먼저 제갈량은 오장원으로 가서 그곳을 점거하고 위수 남쪽에는 맹염에게 진을 치도록 했다. 사마의는 맹염의 부대를 쳤으나 이기지 못하고, 제갈량은 둔전을 시행하면서 북원을 지나 가정, 천수를 공략하는 계책을 세우고 무공과 장안을 칠 것처럼 꾸몄다.(성동격서).그러나 곽회는 다른 제장들과 달리 이를 간파하였으며, 결국 제갈량은 이기지 못하고 장기적으로 대치하다가 병이 악화됨에 따라, 결국 제갈량은 숨을 거두고 만다. 한편, 6번째 북벌의 실패로 촉한은 일단 성도로 물러갔다. 이 과정에서 양의와 위연의 내분이 일어난다.

## 같이 보기
- 제갈량의 남정
- 강유의 북벌
- 진수 (서진)
- 방현령
- 나관중
- 배송지

## 참고 자료
- 진수, 《삼국지》 위서 및 촉서